# Corrinea admirandus
Corrinea admirandus är en skalbaggsart som först beskrevs av Sharp 1902.  Corrinea admirandus ingår i släktet Corrinea och familjen lerstrandbaggar. Inga underarter finns listade i Catalogue of Life.